# Tim Walter
Tim Walter (Bruchsal, 8 novembre 1975) è un allenatore di calcio ed ex calciatore tedesco, di ruolo centrocampista.

## Carriera
Nel 2017 vince il titolo alla guida delle giovanili del Bayern Monaco. Nella stagione 2018-2019 viene assunto dall'Holstein Kiel in sostituzione di Markus Anfang. Il 20 maggio 2019 viene nominato nuovo allenatore dello Stoccarda. Il 23 dicembre 2019 viene esonerato dal club svevo. Dal 2021 al 2024 guida l'Amburgo, fallendo la promozione agli spareggi per due stagioni consecutive. A luglio lascia la Germania per approdare in Championship, sponda Hull City, dove viene però esonerato a novembre con la squadra all'ultimo posto.

## Statistiche
Statistiche aggiornate al 30 novembre 2024. In grassetto le competizioni vinte.
| Stagione        | Squadra          | Campionato      | Campionato | Campionato | Campionato | Campionato | Coppe nazionali | Coppe nazionali | Coppe nazionali | Coppe nazionali | Coppe nazionali | Coppe continentali | Coppe continentali | Coppe continentali | Coppe continentali | Coppe continentali | Altre coppe | Altre coppe | Altre coppe | Altre coppe | Altre coppe | Totale | Totale | Totale | Totale | % Vittorie | Piazzamento |
| Stagione        | Squadra          | Comp            | G          | V          | N          | P          | Comp            | G               | V               | N               | P               | Comp               | G                  | V                  | N                  | P                  | Comp        | G           | V           | N           | P           | G      | V      | N      | P      | %          | Piazzamento |
| --------------- | ---------------- | --------------- | ---------- | ---------- | ---------- | ---------- | --------------- | --------------- | --------------- | --------------- | --------------- | ------------------ | ------------------ | ------------------ | ------------------ | ------------------ | ----------- | ----------- | ----------- | ----------- | ----------- | ------ | ------ | ------ | ------ | ---------- | ----------- |
| 2017-2018       | Bayern Monaco II | RL              | 36         | 22         | 8          | 6          | -               | -               | -               | -               | -               | -                  | -                  | -                  | -                  | -                  | -           | -           | -           | -           | -           | 36     | 22     | 8      | 6      | 61,11      | 2°          |
| 2018-2019       | Holstein Kiel    | 2BL             | 34         | 13         | 10         | 11         | CG              | 3               | 2               | 0               | 1               | -                  | -                  | -                  | -                  | -                  | -           | -           | -           | -           | -           | 37     | 15     | 10     | 12     | 40,54      | 6°          |
| lug.-dic. 2019  | Stoccarda        | 2BL             | 18         | 9          | 4          | 5          | CG              | 2               | 2               | 0               | 0               | -                  | -                  | -                  | -                  | -                  | -           | -           | -           | -           | -           | 20     | 11     | 4      | 5      | 55,00      | Eson        |
| 2021-2022       | Amburgo          | 2BL             | 34+2       | 16+1       | 12         | 6+1        | CG              | 5               | 1               | 3               | 1               | -                  | -                  | -                  | -                  | -                  | -           | -           | -           | -           | -           | 41     | 18     | 15     | 8      | 43,90      | 3°          |
| 2022-2023       | Amburgo          | 2BL             | 34+2       | 20         | 6          | 8+2        | CG              | 2               | 1               | 0               | 1               | -                  | -                  | -                  | -                  | -                  | -           | -           | -           | -           | -           | 38     | 21     | 6      | 11     | 55,26      | 3°          |
| 2023-feb. 2024  | Amburgo          | 2BL             | 21         | 11         | 4          | 6          | CG              | 3               | 1               | 2               | 0               | -                  | -                  | -                  | -                  | -                  | -           | -           | -           | -           | -           | 24     | 12     | 6      | 6      | 50,00      | Eson        |
| Totale Amburgo  | Totale Amburgo   | Totale Amburgo  | 89+4       | 47+1       | 22         | 20+3       |                 | 10              | 3               | 5               | 2               |                    | -                  | -                  | -                  | -                  |             | -           | -           | -           | -           | 103    | 51     | 27     | 25     | 49,51      |             |
| 2024-2025       | Hull City        | FLC             | 19         | 3          | 6          | 10         | FACup+CdL       | -+1             | -+0             | -+0             | -+1             | -                  | -                  | -                  | -                  | -                  | -           | -           | -           | -           | -           | 20     | 3      | 6      | 11     | 15,00      | Eson        |
| Totale carriera | Totale carriera  | Totale carriera | 200        | 95         | 50         | 55         |                 | 16              | 7               | 5               | 4               |                    | -                  | -                  | -                  | -                  |             | -           | -           | -           | -           | 216    | 102    | 54     | 59     | 47,22      |             |